# Joseph Nwafor
Joseph Obinna Nwafor (Lagos, 5 maggio 1983) è un ex calciatore nigeriano, di ruolo attaccante.

## Carriera

### Club
Nwafor cominciò la carriera a Cipro, con le maglie di Doxa Katōkopias e Aris Limassol. Passò poi ai greci del Paniliakos, mentre dal 2004 al 2008 fu in forza all'OFI. Seguì un'altra esperienza in terra cipriota, all'AEK Larnaca, per poi trasferirsi agli israeliani dello Hakoah Ramat Gan. Tornò allora in Nigeria, per giocare nei Dolphins. Nel 2011 fu in forza ai vietnamiti del Binh Duong. L'anno seguente, fu invece ingaggiato dai peruviani dell'Unión Comercio. Esordì nel Campeonato Descentralizado in data 19 febbraio 2012, quando fu titolare nella sconfitta per 0-1 contro il César Vallejo. Il 17 giugno successivo trovò la prima rete, in un'altra sfida contro il César Vallejo, stavolta persa per 3-1. A fine stagione, si ritrovò senza contratto.